# Prionoptera aexonia
Prionoptera aexonia är en fjärilsart som beskrevs av Druce 1890. Prionoptera aexonia ingår i släktet Prionoptera och familjen nattflyn. Inga underarter finns listade i Catalogue of Life.